# قليان (بيش كوه زلاغي)
قلیان (بالفارسية: قلیان) هي قرية تقع في إيران في قسم بیش کوه زلاغي الریفي. يقدر عدد سكانها بـ 62 نسمة بحسب إحصاء 2016.